# Izba Muzealna Stowarzyszenia Przyjaciół Ziemi Gubińskiej w Gubinie
Izba Muzealna Stowarzyszenia Przyjaciół Ziemi Gubińskiej w Gubinie – izba muzealna z siedzibą w Gubinie. Placówka jest prowadzona przez Stowarzyszenie Przyjaciół Ziemi Gubińskiej.
Placówka powstała w 2004 roku. Jej siedzibą jest budynek przy ul. 3 Maja 2, który w latach 1913–1945 pełnił funkcję Muzeum Miejskiego. Placówka udostępniała też pochodzącą z przełomu XIV i XV wieku Basztę Ostrowską.

W Izbie prezentowane są ekspozycje związane z historią miasta: eksponaty archeologiczne, dawne przedmioty codziennego użytku, zabytki techniki, dokumenty i fotografie oraz pamiątki, związane ze stacjonującymi w Gubinie jednostkami Wojska Polskiego.
Izba jest placówką całoroczną, czynną w poniedziałek, środę i piątek w godzinach 10:00–14:30. W innych terminach za uzgodnieniem telefonicznym pod nr 684558162.